# Claire Dederer
Claire Dederer (1967) è una scrittrice e giornalista statunitense.

## Biografia
È sorella di Dave Dederer, ex chitarrista dei The Presidents of the United States of America.
Ha collaborato con il New York Times e con le riviste The Atlantic, The Paris Review, Vogue, The Nation e New York.
È autrice de Il cane a testa in giù. Le 23 posizioni di yoga che mi hanno cambiato la vita, Amore e catastrofi e Mostri.

## Opere (parziale)

### Opere originali
- (EN) Love and Trouble. Memoirs of a Former Wild Girl, Tinder Press, 2017, ISBN 978-14-72231-18-5.
  - (EN) Love and Trouble. A Midlife Reckoning, Vintage, 2018, ISBN 978-11-01970-03-4.
- (EN) Monsters. A Fan's Dilemma, Knopf Doubleday Publishing Group, 2023, ISBN 978-05-25655-11-4.
  - (EN) Monsters. A Fan's Dilemma, Vintage, 2024, ISBN 978-05-25564-18-8.

### Opere in lingua italiana
- Il cane a testa in giù. Le 23 posizioni di yoga che mi hanno cambiato la vita, traduzione di P. Bertante, Sonzogno, 2016, ISBN 978-88-45426-30-8.
- Amore e catastrofi. Diario di un'adolescente di mezza età, traduzione di Paola Bertante, Sonzogno, 2018, ISBN 978-88-45400-21-6.
- Mostri. Distinguere o non distinguere le vite dalle opere: il tormento dei fan, traduzione di Sara Prencipe, prefazione di Giulia Siviero, Altrecose, 2024, ISBN 979-12-81729-01-8.

## Discografia

### Audiolibri
- 2017 - Love and Trouble. A Midlife Reckoning (Random House Audio)